# Роскошь (Смоленская область)
Роскошь — деревня в Смоленском районе Смоленской области России. Входит в состав Лоинского сельского поселения. Население — 0 жителей (2020 год).
Расположена в западной части области в 47 км к северо-западу от Смоленска, в 12 км севернее автодороги А141 Орёл — Витебск, на берегу реки Клёц. В 12 км южнее деревни расположена железнодорожная станция О.п. 439-й км на линии Смоленск — Витебск.

## История
В годы Великой Отечественной войны деревня была оккупирована гитлеровскими войсками в июле 1941 года, освобождена в сентябре 1943 года.